# Bolxoi Tsarín
Bolxoi Tsarín (en rus: Большой Царын) és un poble (un possiólok) de Calmúquia, a Rússia, segons el cens del 2010 tenia 4.786 habitants. És la seu administrativa del districte municipal d'Oktiabrski.